# Agriades dschagataicus
Agriades dschagataicus är en fjärilsart som beskrevs av Bang-haas 1915. Agriades dschagataicus ingår i släktet Agriades och familjen juvelvingar. Inga underarter finns listade i Catalogue of Life.